# Inné
Un caractère biologique est dit inné lorsqu'il est déterminé dès la naissance de l'individu. Cela n'implique pas que ce caractère soit observable dès la naissance. En effet, il peut s'agir d'un trait qui ne s'exprime que dans certaines conditions ou à certaines périodes au cours de l'ontogenèse d'un organisme. Par exemple, la pilosité est un caractère inné qui n'apparaît véritablement qu'à la puberté chez l'être humain. En général, un caractère inné est contrôlé par un ou plusieurs gènes, mais il peut aussi être lié à des facteurs liés à l'environnement biophysique et biochimique rencontré par le fœtus pendant la grossesse. 
On oppose souvent inné et acquis mais ces deux concepts ne sont en réalité pas exclusifs l'un de l'autre.

## Les différents sens deinné
Dans différents domaines, et notamment dans l'étude des comportements animaux (éthologie) ou humains (psychologie), on oppose traditionnellement caractères innés et caractères acquis selon la distinction suivante : 
- l'inné désignant les traits qui dépendent du patrimoine héréditaire de l'espèce. En éthologie, on parle aussi d'instincts pour désigner des comportements ainsi spécifiés par les gènes ;
- l'acquis désignant les caractères qui résultent des facteurs environnementaux. Les comportements acquis sont ainsi le résultat de l'expérience, de l'apprentissage individuel (par exemple, dans le cas de réflexes conditionnés), etc.

Toutefois, cette distinction s'avère simpliste car elle ne prend pas en compte les facteurs non-génétiques qui peuvent déterminer certains caractères biologiques avant même la naissance. C'est par exemple le cas de l'environnement intra-utérin dans le ventre de la mère chez les mammifères : lors de la gestation, l'embryon puis le fœtus sera confronté à une multitude de facteurs chimiques (e.g., hormones) mais aussi biophysiques (e.g., température, environnement sonore), etc. qui peuvent avoir d'importantes conséquences sur son développement ultérieur. 
D'autre part, inné et acquis ne sont pas forcément exclusifs l'un de l'autre : un trait peut tout à fait avoir une composante génétique et être affecté par l'environnement. Il en est ainsi de la pigmentation de la peau humaine : elle est contrôlée à la fois par des facteurs génétiques comme les mélanines, mais la couleur de la peau dépend aussi du degré d'exposition aux rayons UV. Ainsi, une même personne aura une couleur de peau différente entre l'hiver et l'été. 
D'apparence simple, le concept d'inné se révèle en réalité difficile à appréhender. En effet, comme on l'a indiqué plus haut, il est tout à fait possible qu'un trait inné ne s'exprime que bien après la naissance, parfois même seulement sous certaines conditions bien précises. Par exemple, l'éthologue Konrad Lorenz a montré que certaines espèces d'oiseaux reconnaissent de façon innée la silhouette d'un oiseau de proie planant dans le ciel, sans même n'en avoir jamais vu auparavant. Mais en l'absence de stimulus approprié, c'est-à-dire en l'absence d'une telle menace, cette faculté reste "silencieuse". Dans ces espèces, la faculté de réagir à la forme d'un prédateur est donc bien innée car transmise par l'hérédité et non acquise.
L'usage d'un même mot en biologie et en psychologie sur des concepts pas strictement équivalents peut aussi être à la source de difficultés. En effet, la tradition psychologique met l'accent sur l'apprentissage dans la formation des caractères acquis alors que la tradition biologique insiste sur les mécanismes qui induisent des différences entre les phénotypes de deux individus porteurs du même génotype. À la suite des progrès effectués en génétique moléculaire au cours de la deuxième moitié du XXe siècle, les biologistes utilisent donc plutôt la distinction entre facteurs environnementaux, génétiques et épigénétiques (c'est-à-dire des facteurs qui, sans altérer la séquence des nucléotides portés par les chromosomes, modifient néanmoins l'expression des gènes).